# 平岩毅
平岩 毅（ひらいわ たけし、1932年3月5日 - ）は、日本のフリーアナウンサー。元NHKチーフアナウンサー。

## 人物
NHKへ入局後、アナウンサーとして視聴者参加型番組の司会や情報ワイド番組のキャスターなどを幅広く担当する。『ラジオ深夜便』では初代アンカーのうちの一人を務めた。
退局後はNHK文化センターで朗読講座などの講師をしている。

## 過去の担当番組
- スポーツクイズ（1963年 - 1964年、NHK総合） - 司会[3]
- あなたのメロディー（1965年4月 - 1968年3月、NHK総合） - 司会[4]
- 若い世代（1967年4月 - 11月、NHK教育）
- 関東甲信越ネットワーク（NHK総合） - キャスター
- おはようラジオセンター（日曜日、NHKラジオ第1）
- こんにちはラジオセンター（月曜日・火曜日、NHKラジオ第1）
- ラジオ深夜便（1990年 - 1993年3月、NHKラジオ第1） - アンカー

## CM
- ACジャパン「列島ジコ虫だより」（2000年7月 - 2001年10月）